# Ласков (село)
Ласков (укр. Ласків) — село в Владимир-Волынской городской общине Владимирского района Волынской области Украины.
Население по переписи 2001 года составляет 681 человек. Почтовый индекс — 44743. Телефонный код — 3342. Занимает площадь 0,8 км².
В селе есть школа, в которой проводится обучение до 9-го класса.
По легенде, село должны были сжечь, но с панской «ласки» не сожгли, с того времени село и называется «Ласков».